# Câu lạc bộ bóng đá Nart Sukhum
Câu lạc bộ bóng đá Nart Sukhum là một câu lạc bộ bóng đá ở thành phố Sukhumi, Abkhazia thi đấu tại Giải bóng đá Ngoại hạng Abkhazia. 

## Lịch sử
Câu lạc bộ bóng đá Nart Sukhum được thành lập năm 1997 tại thành phố Sukhumi, Abkhazia. Câu lạc bộ trực thuộc Liên đoàn bóng đá Abkhazia.

## Danh hiệu

### Giải bóng đá Ngoại hạng Abkhazia
Câu lạc bộ đã 13 lần vô địch Giải bóng đá Ngoại hạng Abkhazia, 6 lần giành vị trí á quân, và 3 lần hạng 3. 
- Vô địch (13)

1999, 1999/00, 2003, 2005, 2007, 2008, 2009, 2011, 2013, 2016, 2018, 2018/19, 2020
- Á quân (6)

2001/02, 2004, 2006, 2010,2012, 2015
- Hạng 3 (3)

1998 - 2000/01 - 2017

### Cúp bóng đá Abkhazia
Câu lạc bộ đã lọt vào trận chung kết của giải đấu ở 18 mùa và vô địch 11 giải đấu 11 lần. 
- Vô địch (11)

2001, 2002, 2003, 2005, 2006, 2007, 2008, 2014, 2016, 2017, 2019.
- Á quân (7)

1999, 2000, 2004, 2011, 2012, 2013, 2018

### Siêu cúp bóng đá Abkhazia
Câu lạc bộ đã chơi ở Siêu cúp bóng đá Abkhazia 15 mùa giải, và đạt danh hiệu vô địch 9 lần.
- Vô địch (9)

1999, 2000, 2008, 2009, 2011, 2013, 2016, 2018,2019.
- Á quân (6)

2001, 2002, 2006, 2012, 2014, 2017.